# Never Really Over
«Never Really Over» —en español: «Nunca se termina del todo»— es una canción interpretada por la cantautora estadounidense Katy Perry, fue lanzada el 31 de mayo de 2019 a través de Capitol Records. Fue escrita por Perry junto a Zedd, Michelle Buzz, Jason Gill, Dagny, Farrago, Hayley Warner, Leah Haywood, Daniel James, y está también producida por Zedd junto al equipo de producción Dreamlab. La canción contiene un sample del instrumental de la canción «Love You Like That» de la cantante noruega Dagny.

## Antecedentes
El 27 de mayo de 2019, Universal Music especuló por primera vez sobre el proyecto cuando seleccionó algunos fanáticos para invitarlos a un evento de fanes de Perry. El evento está programado para el 29 de mayo de 2019. Perry anunció la canción y reveló la portada del tema en su cuenta de Instagram el 28 de mayo de 2019. La portada muestra a Perry con cabello rubio y vestido naranja. Luego del anuncio, la canción estuvo disponible para pre-ordenar en Spotify.

## Recepción crítica
Mike Wass de Idolator llamó a «Never Really Over» una «canción contendiente del verano», elogiando a la muestra de la canción del 2017 de Dagny «Love You Like That», y también notó que la canción «se siente como una progresión natural de Witness en lugar de un paso atrás». Patrick Ryan de USA Today dijo que la canción es «su mejor canción nueva en años».
Toby Knapp de iHeartRadio llegó a la conclusión de que «Never Really Over» fue la decisión correcta para el regreso musical de Perry, al decir: «Esta canción es tan necesaria en este momento en las estaciones de radio de música que no han tenido alguna forma de lo que llamaría una canción de este tipo por un tiempo». Hugh McIntyre de Forbes notó que la naturaleza de la canción «podría ayudar a [Perry] regresar a su antigua gloria», ya que «Never Really Over» es una «canción que sobresale en el panorama musical de hoy en día, mientras que no empuja a nadie al territorio desconocido».

## Video musical
El 29 de mayo de 2019, un adelanto del video musical fue publicado en las redes sociales de Perry con la descripción «Let it go...». El video fue lanzado junto al sencillo el 31 de mayo de 2019 y está dirigido por Philippa Price. El video trata sobre una joven que para olvidar sus recuerdos y sentimientos de su última relación amorosa acude a un culto de desenamoramiento en el que realiza varias actividades y rituales alusivos al amor para finalmente salir y enamorarse nuevamente como estaba en el inicio. El video recibió 16 millones de visitas durante su primer día de lanzamiento. Actualmente tiene más de 147 millones de visitas. El video musical fue filmado en King Gillette Ranch en Malibu, California.

### Recepción
Sal Cinquemani de Slant elogió el estilo y la cinematografía del video musical y añadió: «Es una representación lúdica e imaginativa del embriagador hechizo del amor y hasta donde nos vamos a exorcizar de ello».
El video se ha destacado por sus referencias culturales a la era hippie y sus similitudes artísticas con el simbolismo Nueva era. Suzy Byrne de Yahoo! notó los temas espirituales del video musical y llamó a Perry «la diosa de la Nueva era». Elogió el concepto principal del video musical y afirmó que era un «video bien coreografiado». Josh Duboff de People comentó que la cantante «da una sensación de la estética a la que apunta: etéreo, mucha luz natural, #positivevibes».

## Presentaciones en vivo

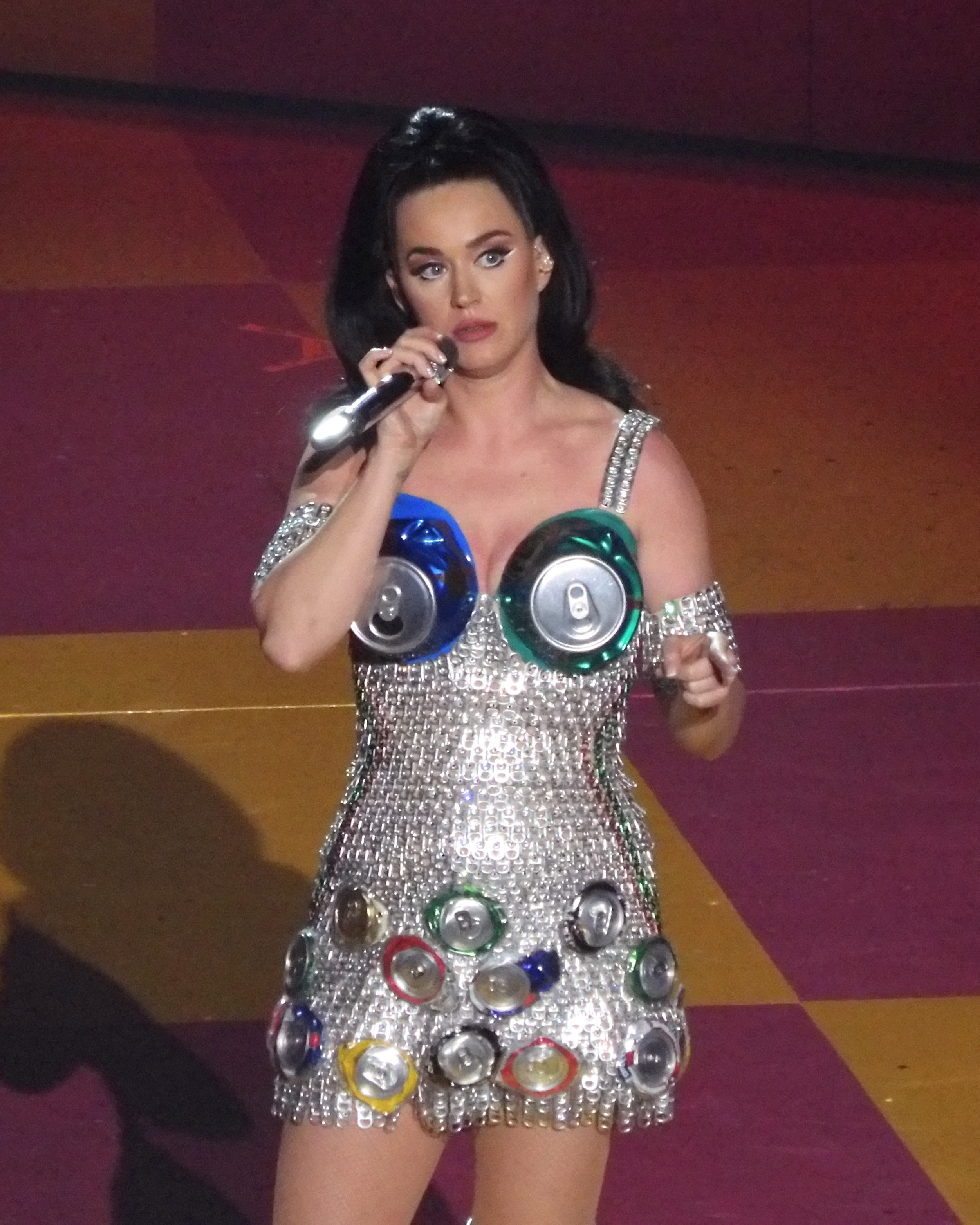
Katy Perry toca en Resorts World, Las Vegas.

El 15 de julio de 2019, Perry subió la primera presentación en vivo de la canción en un baño en su cuenta oficial de Instagram. El 20 de agosto de 2019, también interpretó la canción en el concierto Post-Prime Day de Amazon en Seattle, Washington. El 16 de noviembre de 2019, Perry interpretó la canción en el OnePlus Music Festival en Mumbai, India. Además, "Never Really Over" fue parte de la lista de canciones de Perry en los tres shows que realizó en el Jingle Ball Tour 2019. El 13 de diciembre de 2019, Perry interpretó la canción en un concierto en Dubái, Emiratos Árabes Unidos. Dos días después, interpretó la canción en otro concierto en Doha, Catar. El 11 de marzo de 2020, Perry interpretó la canción en un concierto en Bright, Australia.
La primera actuación televisada de la canción ocurrió durante la serie de conciertos 2020 de Good Morning America el 22 de mayo de 2020.
Perry cantó "Never Really Over" regularmente en la residencia Play, acompañada por su banda y sus coristas, luego de bajarse de una gran caja de cereales. Posteriormente, cantó la canción en el evento brasileño Rock In Rio el 20 de septiembre de 2024, y en la fiesta Endymion Extravaganza en el Mardi Gras de Nueva Orleans el 1 de marzo de 2025.  Perry no incluyó la canción en el set regular de The Lifetimes Tour, pero interpretó un breve fragmento a cappella en la última fecha de Adelaida.

## Posicionamiento en listas
| Lista (2019)                                | Mejor posición |
| ------------------------------------------- | -------------- |
| Alemania (Media Control AG)                 | 47             |
| Argentina (Hot 100 AR)                      | 76             |
| Argentina (Los 40 (Argentina))              | 13             |
| Bélgica (Flandes) (Ultratop 50)             | 31             |
| Bélgica (Valonia) (Ultratip Bubbling Under) | 17             |
| Australia (ARIA)                            | 7              |
| Canadá (Canadian Hot 100)                   | 7              |
| Canadá Hot AC (Billboard)                   | 21             |
| Canadá CHR/Top 40 (Billboard)               | 27             |
| Escocia (Scottish Singles Sales Chart)      | 4              |
| Eslovaquia (Singles Digitál Top 100)        | 13             |
| España (PROMUSICAE)                         | 67             |
| Estados Unidos (Billboard Hot 100)          | 15             |
| Estados Unidos (Adult Top 40)               | 16             |
| Estados Unidos (Mainstream Top 40)          | 21             |
| Francia (SNEP)                              | 7              |
| Irlanda (IRMA)                              | 14             |
| Italia (FIMI)                               | 32             |
| Noruega (VG-lista)                          | 24             |
| Nueva Zelanda (Recorded Music NZ)           | 19             |
| Países Bajos (Mega Single Top 100)          | 49             |
| Polonia (Polish Airplay Top 100)            | 32             |
| Reino Unido (UK Singles Chart)              | 11             |
| República Checa (Rádio Top 100)             | 24             |
| Suecia (Sverigetopplistan)                  | 44             |
| Suiza (Schweizer Hitparade)                 | 21             |

## Certificaciones
| País           | Organismo certificador | Certificación | Ventas certificadas | Ref    |
| -------------- | ---------------------- | ------------- | ------------------- | ------ |
| Australia      | ARIA                   | 2× Platino    | 140 000             | [ 37 ] |
| Canadá         | Music Canada           | Oro           | 40 000              | [ 38 ] |
| Italia         | FIMI                   | Oro           | 25 000              | [ 39 ] |
| Polonia        | AFP                    | Oro           | 5 000               |        |
| Reino Unido    | BPI                    | 1× Platino    | 600 000             | [ 40 ] |
| Estados Unidos | RIAA                   | 2× Platino    | 2 000 000           |        |

## Historial de lanzamiento
| Región         | Fecha              | Formato                    | Discográfica    | Ref.   |
| -------------- | ------------------ | -------------------------- | --------------- | ------ |
| Varios         | 31 de mayo de 2019 | Descarga digital Streaming | Capitol Records | [ 1 ]  |
| Estados Unidos | 4 de junio de 2019 | Top 40 radio               | Capitol Records | [ 41 ] |